# Rathaus (Antwerpen)

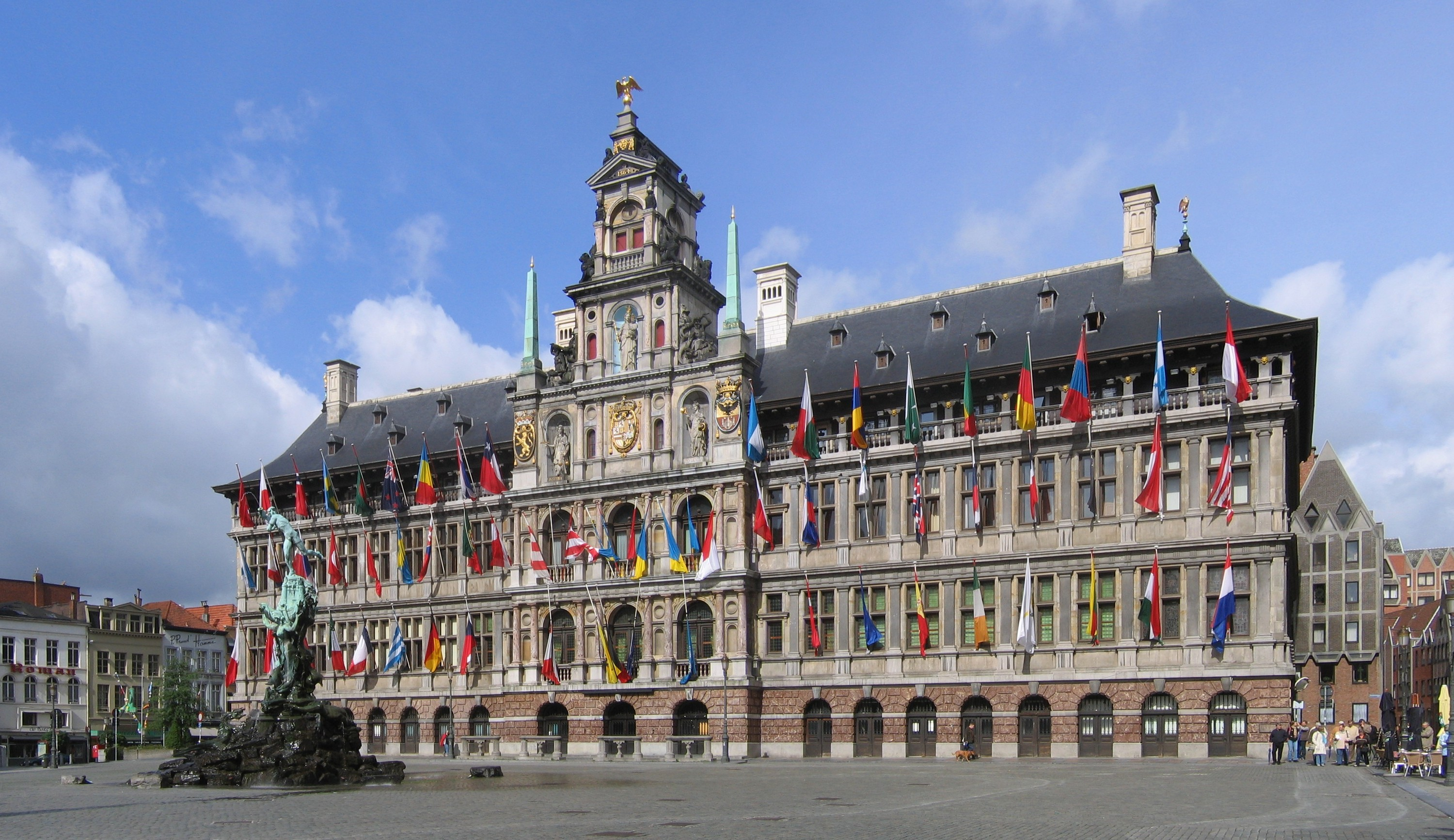
Rathaus Antwerpen

Das Rathaus (niederländisch Stadhuis van Antwerpen) ist der Sitz der Stadtverwaltung von Antwerpen, Belgien.

## Geschichte
Das 1565 erbaute Gebäude im Stil der Flämischen Renaissance befindet sich am Westrand des Grote Markts und wurde nach Plänen von Cornelis Floris II. erbaut. Mit der Verschmelzung gotischer Bauelemente, wie der Stufengiebel des Mittelrisalits mit Formen Florentiner Palastarchitektur der Renaissance in den beiden Seitenflügeln, wurde die Fassade zum Vorbild für die Rathausarchitektur in den Niederlanden. Das Gebäude wurde 1575 von spanischen Besatzungstruppen niedergebrannt und bis 1580 wieder aufgebaut. Dieser Bau wurde im Laufe seiner Geschichte mehrfach modifiziert und umgebaut, wobei die historische Substanz verändert wurde. Im 19. Jahrhundert wurde der Innenhof durch eine Buntglasbedachung des Architekten Pieter Dens (1819–1901) überspannt.
Von 2018 bis 2022 wurde das Rathaus innen und außen renoviert und die historischen Prunksäle im ersten und zweiten Obergeschoss sowie das zentrale, repräsentative Treppenhaus restauriert. Im Zuge dieser Restaurierungsmaßnahmen wurden viele Einbauten entfernt, sodass die verschiedenen Gewölbearten wieder sichtbar wurden und die historischen Eingänge zu allen Seiten geöffnet werden konnten.
1936 wurde das Gebäude unter Denkmalschutz gestellt. Als Teil der Belfriede von Belgien und Frankreich gehört es zum UNESCO-Weltkulturerbe.

## Architektur
Die Giebelfront orientiert sich an Florentiner Palästen. Mit einer Länge von 80 Metern nimmt es die gesamte Westseite des Platzes ein. Die überbaute Fläche beträgt 1799 m².
Das Rathaus gilt als hervorragendes Beispiel der flämischen Renaissance mit gotischen Bauformen im Mittelrisalit, den übereinander angeordneten, abnehmenden Registern, dem Dekor aus Obelisken, Schnörkeln und antikisierender Bauskulptur, sowie einem Giebel, der das Thema des zentralen Glockenturms wieder aufgreift. Im unteren Register des Giebels wird das Antwerpener Stadtwappen von allegorischen Figuren der Iustitia und der Prudentia flankiert, in der Arkadennische des folgenden Registers befindet sich die Statue einer gekrönten Madonna mit Kind, der Patronin der Stadt Antwerpen.

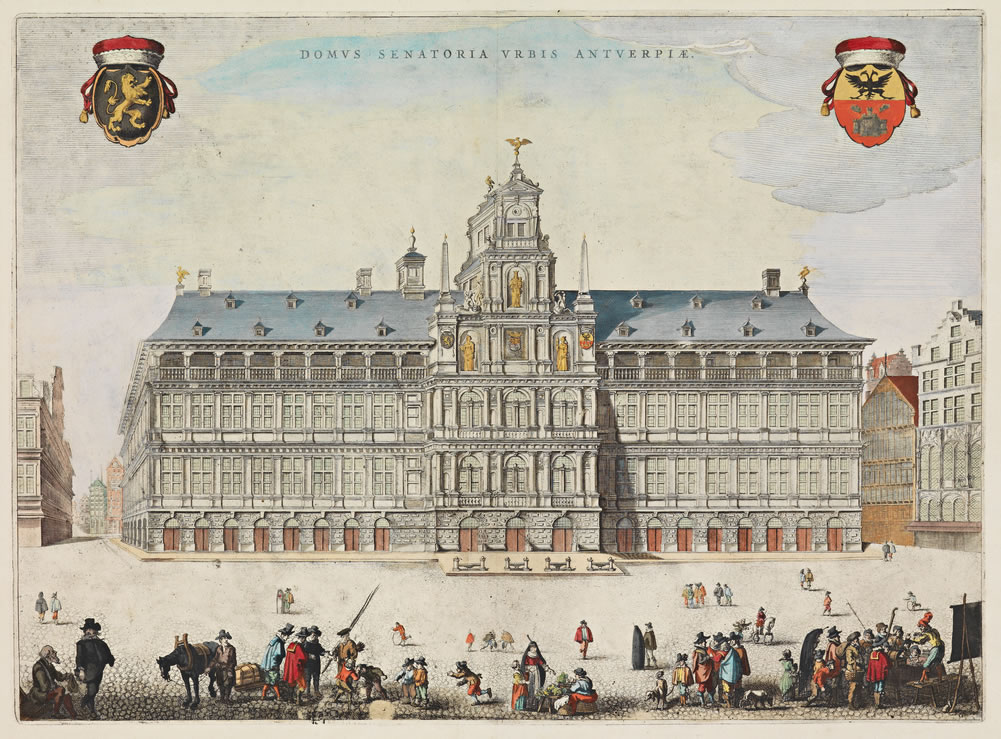
Ca. 1609–1706